# Michael Leask
Michael Alexander Leask (nacido el 29 de octubre de 1990) es un jugador de críquet escocés. En septiembre de 2019, Leask fue incluido en el equipo de Escocia para el torneo clasificatorio para la Copa Mundial ICC Twenty20 2019 en los Emiratos Árabes Unidos. En septiembre de 2021, fue incluido en el equipo provisional de Escocia para la Copa Mundial T20 masculina de la ICC de 2021.

## Carrera internacional
El 23 de enero de 2014, Leask hizo su debut en One Day International con Escocia contra Canadá. Hizo su debut en Twenty20 contra Kenia el 4 de julio de 2013.En su tercer partido de cricket de Twenty20, anotó 58 carreras y formó una sociedad de un siglo con Matt Machan contra los Países Bajos en noviembre de 2013. En el famoso partido de cricket One Day International en el que Escocia venció a Inglaterra por 6 carreras en 2018, Leask tuvo una mala actuación, concediendo 50 carreras en cuatro overs, aunque jugó un mini cameo de 10 en cuatro bolas.